# ヤチカンバ
ヤチカンバ（学名：Betula ovalifolia）は、カバノキ科カバノキ属の落葉低木の一種。

## 分布
日本（北海道の十勝地方・根室地方）、朝鮮半島などに分布する。

## 特徴
- 氷河期の遺存種と考えられ、日本においては希少で特異な北方系湿性低地ツンドラ低木[4]。
- 矮性で成熟しても樹高1.5mほどである[4]。
- ヤチボウズの上に株立ちし、5-15本の幹を持つ[4]。
- 地面を這う枝から株分かれし、遺伝的に同じ株を離れた場所に作ることが可能[4]。
- 根元に萌芽器官が分化していて、萌芽再生によって株を維持する[4]。

## 保全状況評価
絶滅危惧II類 (VU)（環境省レッドリスト）
2007年までの環境省レッドリストでは絶滅危惧II類に指定されていたが、2012年には絶滅危惧IB類と評価された。第5次レッドリスト（2025年）では絶滅危惧種II類である。
- 西別湿原のヤチカンバ群落 - 国指定天然記念物（別海町）[7]
- 更別湿原のヤチカンバ - 北海道指定天然記念物（更別村）[8]

いずれの湿原も環境省の生物多様性の観点から重要度の高い湿地に選定されている。